# إدوارد سبيرتسيان
إدوارد سبيرتسيان (مواليد 7 يونيو 2000) هو لاعب كرة قدم أرميني يلعب في مركز الوسط المهاجم في نادي كراسنودار.